# 265924 Franceclemente
265924 Franceclemente è un asteroide della fascia principale. Scoperto nel 2006, presenta un'orbita caratterizzata da un semiasse maggiore pari a 2,9131025 UA e da un'eccentricità di 0,0741994, inclinata di 3,28669° rispetto all'eclittica.